# Борич
 Тази статия е за босненския владетел.  За върха в Рила вижте Борич (връх).  
Борич (на сръбски: Борић) е първият бан на Босна засвидетелстван в историческите документи. 
Заема поста през 1154 година като васал на Унгария. Споменава се за последен път във връзка с битката при Сирмиум, в която унгарците претърпяват поражение и Босна преминава под контрола на Източната Римска империя.